# Música brasileña

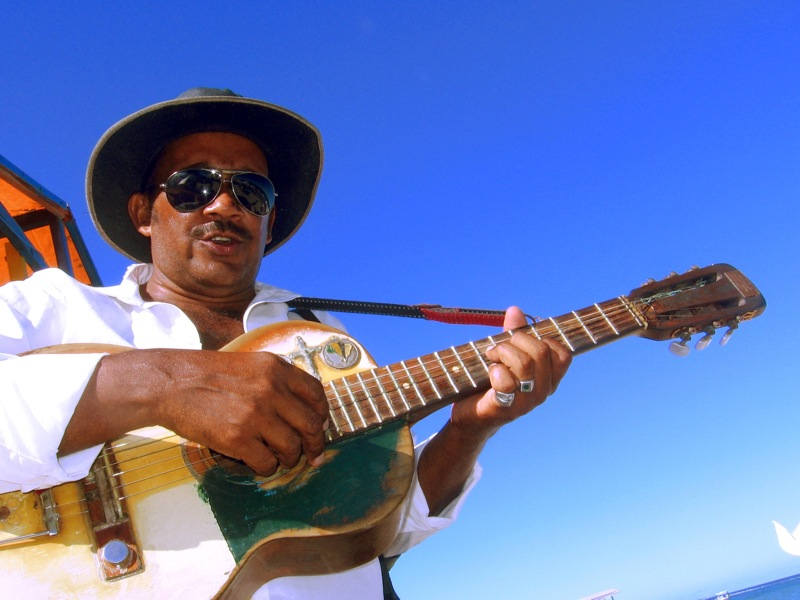
Repentista, músico folclórico brasileño.

La música de Brasil es un viejo reflejo de la diversidad cultural de este país, con influencias Africanas, Indígenas, Lusas y otras Europeas. El samba y la bossa nova, son los géneros más
conocidos afuera del país. Aun así, hay varios géneros paradigmáticos que identifican la música brasileña. 
Como todas las expresiones de la cultura brasileña, la música de Brasil es una mezcla de muy diversas influencias, gestando a lo largo de su historia una gran variedad de ritmos regionales. Tradiciones musicales de Europa, ritmos africanos y estilos indígenas se han hibridado desde la época de la colonia para conformar un panorama de sonidos único en el mundo.

## La historia de la música de Brasil
Se integra de dos corrientes: una tradición escrita y erudita, de raíz europea, y otra no escrita, popular, producto de la aculturación entre las músicas europeas, africanas e indígenas. Las fusiones genuinas entre diversos estilos y géneros han devenido en el crisol de ritmos Brasileños que conviven en la actualidad, con el samba y la bossa nova como estandartes nacionales. Al conjunto de ritmos típicos de Brasil se le conoce como música popular Brasileña.

## Géneros musicales brasileños
- Axé
- Choro
- Samba
- Bossa-nova
- Música punk en Brasil
- Música popular brasileña
- Brega
- Baião (música)
- Música sertaneja
- Pagode
- Rock brasileño
- Maracatú
- Manguebeat
- Forró
- Frevo
- Ciranda
- Música gaúcha brasileña
- Lambada
- Funk carioca

## Listas de música referentes a Brasil
- Cantantes de Brasil
- Grupos musicales brasileños
- Bandas de forró
- Bandas de xote
- Grupos musicales